# Independence Memorial Hall

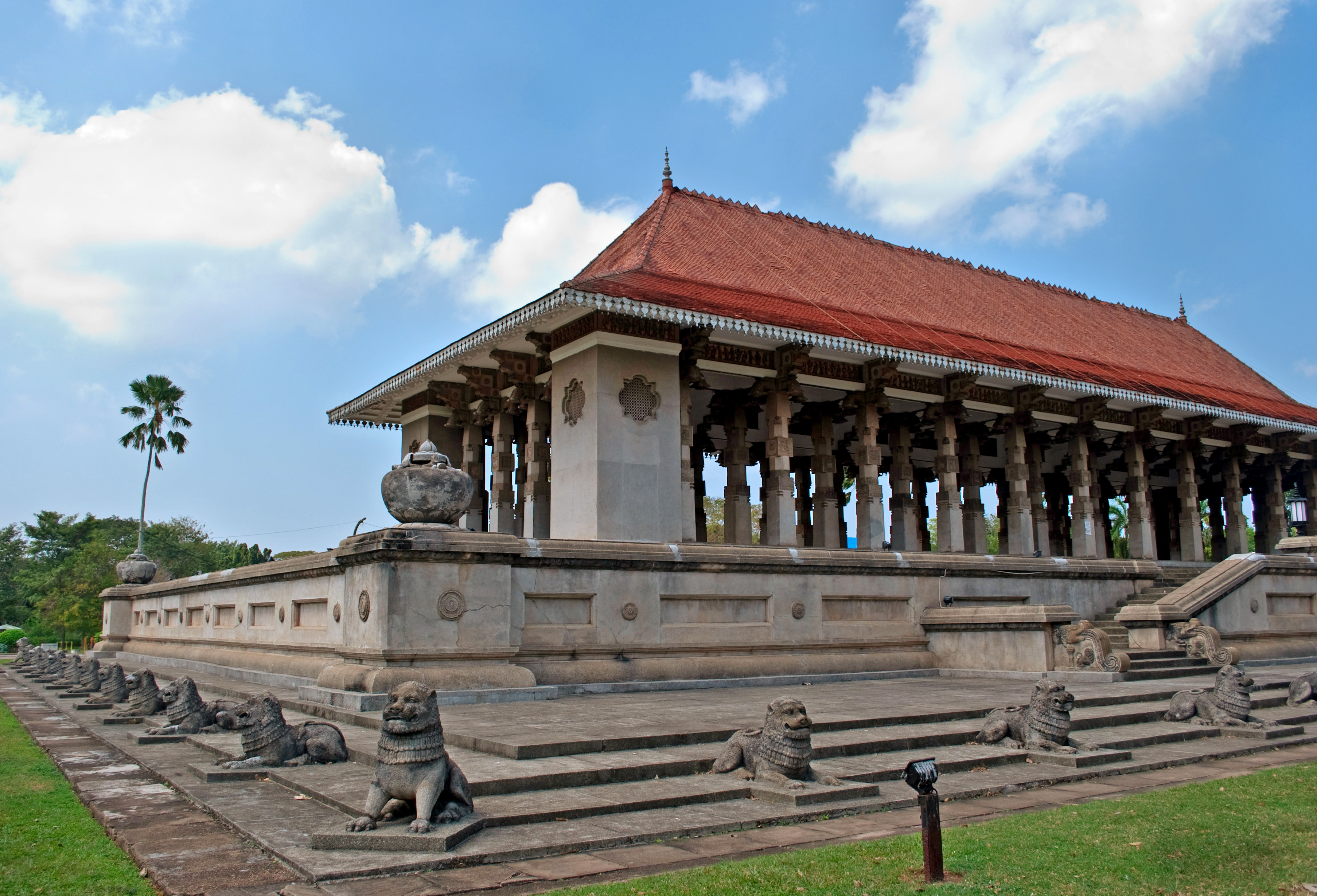
Independence Commemoration Hall

Independence Memorial Hall (auch Independence Commemoration Hall, singhalesisch නිදහස් අනුස්මරණ ශාලාව, Tamil சுதந்திர சதுக்கம், கொழும்பு) ist ein Nationaldenkmal in Sri Lanka zur Erinnerung an die Unabhängigwerdung Sri Lankas von britischer Herrschaft und der Errichtung eines Ceylonesisch-gewählten Parlaments am 4. Februar 1948. Es befindet sich am Independence Square (früher: Torrington Square) in den Cinnamon Gardens, Colombo. Im Untergeschoss befindet sich auch das Independence Memorial Museum.
Das Monument wurde gebaut an der Stelle, wo die formale Zeremonie abgehalten wurde, welche den Beginn der Eigenregierung einleitete. Dort wurde das erste Parlament von Prinz Henry, Duke of Gloucester am 4. Februar 1948 einberufen.
Am Eingang zum Monument befindet sich die Statue des ersten Premierministers Rt. Hon. Don Stephen Senanayake, des "Vaters der Nation". Die meisten der jährlichen Feierlichkeiten zum Unabhängigkeitstag wurden dort abgehalten. Neben seiner Funktion als Denkmal diente das Gebäude auch als die zeremonielle Versammlungshalle für den Senat von Ceylon und das House of Representatives of Ceylon, bis das Parlament seinen Sitz im neuen Parlaments-Komplex einnahm. Gegenwärtig dient es auch als Veranstaltungsort für religiöse Zeremonien.

## Architektur

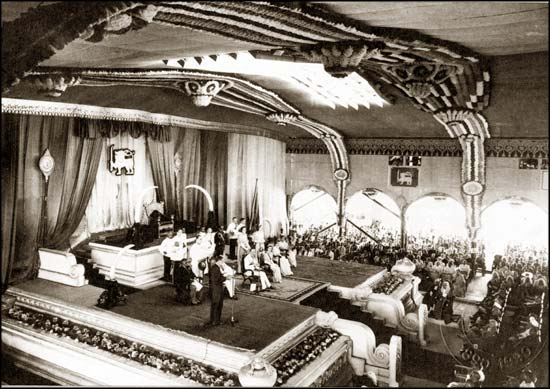
Die formale Zeremonie zum Beginn der Selbstverwaltung mit der Eröffnung des ersten Parlaments am Independence Square, Colombo.

Das Gebäude wurde von einer Gruppe von acht angesehenen Architekten unter der Führung von Tom Neville Wynne-Jones CBE entworfen. Zu der Gruppe gehörten F. H. Billimoria, Shirley de Alwis, Oliver Weerasinghe, Homi Billimoria, Justin Samarasekera und M. B. Morina. Der Bauplan des Gebäudes basiert auf dem des Magul Maduwa, der königlichen Audienzhalle des Königreich Kandy, des letzten einheimischen Königreichs der Insel, wo am 10. März 1815 die Konvention von Kandy (උඩරට ගිවිසුම Udarata Giwisuma) unterzeichnet wurde zwischen den Briten und den Sippenoberhäuptern von Kandy (Radalas), wodurch das Königreich Kandy abgeschafft wurde. Der Bau dauerte von 1949 bis 1953. Das Gebäude hat eine Fläche von 929 m² (10.000 sq ft).

## Independence Memorial Museum
Das Independence Memorial Museum befindet sich im Untergeschoss der Independence Memorial Hall. Es wird vom Department of National Museum betreut. Das Museum bewahrt das Andenken von Nationalhelden und Rettern, deren Bemühungen zur Unabhängigkeit von britischer Herrschaft führten. Im Museum gibt es eine Reihe von Büsten, Schautafeln und Bildern und Informationen zu den politischen Führern, religiösen Persönlichkeiten und Patrioten.

## In der Populärkultur
Die Memorial Hall diente als Boxenstopp bei den Realityshows The Amazing Race Asia 4 und The Amazing Race Australia 1.

## Veranstaltungen
- Independence Celebrations
- Amtseids-Zeremonie von Präsident Maithripala Sirisena
- Trauerfeier von Präsident Ranasinghe Premadasa
- Trauerfeier von Gamini Dissanayake
- Trauerfeier von Lakshman Kadirgamar
- Trauerfeier von W. D. Amaradeva
- Trauerfeier von Vijaya Kumaratunga
- Trauerfeier von Lester James Peries
- Trauerfeier von Ven. Gangodavila Soma Thero

## Belege
1. ↑  Asanga Welikala: The Sri Lankan Republic at 40: Reflections on Constitutional History, Theory and Practice. Centre for Policy Alternatives, Colombo 2012, ISBN 978-955-1655-93-8, S. 152 (englisch).
2. ↑  Anoma Pieris: Architecture and Nationalism in Sri Lanka: The Trouser Under the Cloth. Routledge, New York 2013: 112. ISBN 978-0-415-63002-3
3. ↑  Channa Daswatte: Sri Lanka Style: Tropical Design and Architecture. Periplus Editions Ltd., Hongkong 2006: 172. ISBN 978-0-7946-0060-0
4. ↑  Independence Square. Ministry of Cultural Affairs, archiviert vom Original am 26. Dezember 2017; abgerufen am 7. Juli 2015 (englisch).  Info: Der Archivlink wurde automatisch eingesetzt und noch nicht geprüft. Bitte prüfe Original- und Archivlink gemäß Anleitung und entferne dann diesen Hinweis.
5. ↑  Independence Square. Ministry of Cultural Affairs, archiviert vom Original am 26. Dezember 2017; abgerufen am 7. Juli 2015 (englisch).  Info: Der Archivlink wurde automatisch eingesetzt und noch nicht geprüft. Bitte prüfe Original- und Archivlink gemäß Anleitung und entferne dann diesen Hinweis.
6. ↑  Independence Memorial Museum. Department of National Museum, abgerufen am 7. Juli 2015 (englisch).
7. ↑  Dhananjani Silva: Independence Memorial Museum. 8. Februar 2015.

Koordinaten: 6° 54′ 15,8″ N, 79° 52′ 2,9″ O